# Alex Zülle
Alex Zülle, född 5 juli 1968 i Wil, är en schweizisk före detta professionell tävlingscyklist. Under 1990-talet var han en av världens bästa cyklister, som bland annat vann två Vuelta a España, 1996 och 1997. Han slutade även på andra plats i Tour de France 1995 och 1999. Efter att Lance Armstrong blivit fråntagen alla sina titlar från Tour de France fick Zülle överta hans medalj. I slutet av säsongen 1996 vann Zülle världsmästerskapen i tempolopp, som hölls i Lugano. Han vann dessutom Schweiz runt 2002.

## Biografi

### Innan proffskarriären
Alex Zülle är född och uppvuxen i Wil i den schweiziska kantonen Sankt Gallen. Som barn ville han bli skidåkare men som artonåring skadade han sig i en olycka. Som rehabilitering började han att cykla, men var inte särskilt förtjust i blåsten och slutade därför cykla.
Hans pappa Walter Zülle som hade köpt dyr cykelutrustning för sonens rehabilitering lyckades dock övertala honom att ge cyklingen en andra chans och han blev snart en framgångsrik amatörcyklist.

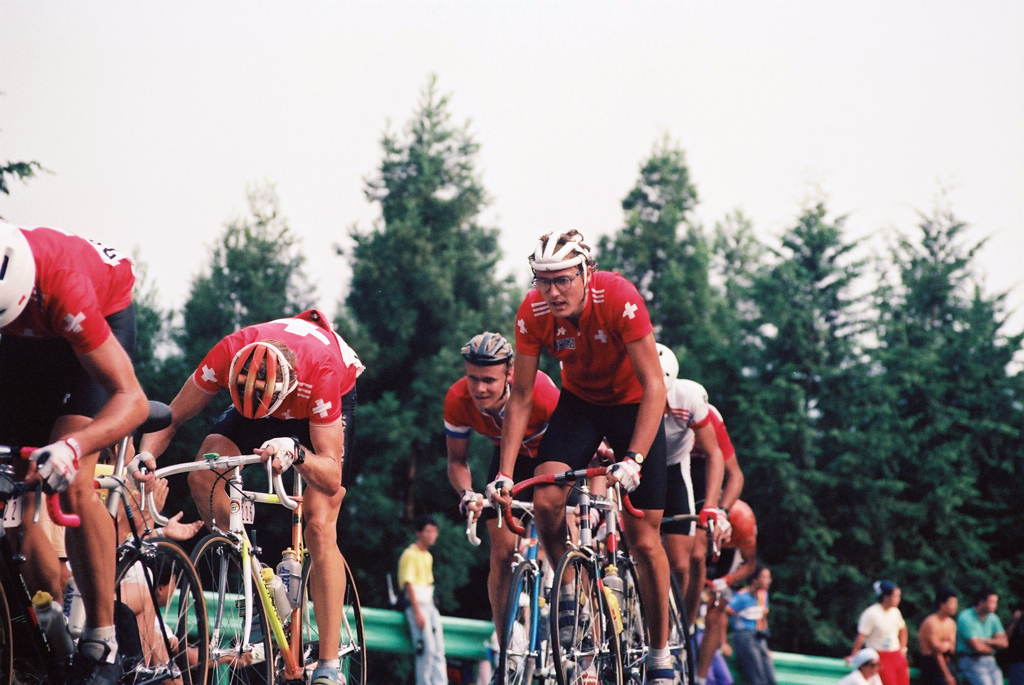
Alex Zülle tävlade i amatörvärldsmästerskapen 1990.

1991 försökte Zülle skaffa sig ett proffskontrakt. Han hade tidigare försökt få ett kontrakt med det schweiziska proffslaget Helvetia, men laget valde att kontraktera Laurent Dufaux istället. Zülle började diskutera kontrakt med ONCE:s sportchef Manolo Saiz, men blev nekad ett kontrakt, bland annat av anledningen att Saiz inte ville kontraktera cyklister som bar örhängen. Efter ett tag mjuknade Saiz inför schweizaren och valde att prova honom under säsongen 1991, som stagiaire (lärling) under Katalonien runt. Zülle attackerade under loppet och slutade på tredjeplats bakom Miguel Indurain och Pedro Delgado.

### ONCE
I september 1991 skrev Zülle på ett kontrakt med det spanska stallet ONCE, som sponsrades av ett spanskt lotteri till förmån för blinda, och blev därmed professionell.

#### Det första året
Zülle tog sina första proffssegrar i spanska lopp under säsongen 1992. I mars vann han en etapp i ett etapplopp på Sicilien och han cyklade senare hem totalsegern i Katalanska veckan. I april gjorde han sin Grand Tour-debut på Vuelta a España och slutade på fjärdeplats under prologen. Under sin karriär blev Zülle känd för att krascha ofta. En krasch förstörde hans chanser i Vuelta a España 1992. Han hade vid tillfället burit den gula ledartröjan under 13 dagar, men när han kraschade i en nedförsbacke satte det stopp för hans chanser att vinna tävlingen.
Schweizaren gjorde sin Tour de France-debut och bar den gula ledartröjan under en etapp under Tour de France 1992, men var senare tvungen att avbryta loppet under vilodagen innan etapp 12. Anledningen var att han hade kraschat två gånger och eftersom det fanns en rädsla att ytterligare krascher skulle lossa metallplattan på hans nyckelben som han fått efter kraschen i Spanien var han tvungen att lämna loppet. I augusti vann han Vuelta a Burgos. Under året vann han även ett tempolopp under Katalonien runt framför Miguel Indurain och han avslutade säsongen med seger i Escalada a Montjuïc.

#### Nära seger i Vuelta a Espana 1993–1994
Den första segern under 1993 tog Alex Zülle i Paris–Nice. Han tog ledningen i loppet då han vann prologen före lagkamraten Erik Breukink och senare under tävlingen tog deras ONCE-stall segern i lagtempoloppet. Zülle fullbordade sin framgång med en seger på stigningen Col d'Èze. I slutet av mars tog Zülle tredjeplatsen i Criterium International bakom Breukink och Toni Rominger. Som förberedelse inför Vuelta a España slutade han på tredjeplats i Baskien runt. Efter Baskien runt fick Zülle veta att han hade testats positivt för salbutamol, men resultatet betraktades som "inte positivt" av det spanska cykelförbundet.
I Vuelta a Espana vann Zülle prologen 30 sekunder före Breukink. Han vann sedan båda tempoloppen på etapp 5 och 20. En krasch under etapp 13 gjorde att han tappade sin ledartröja och han tappade tid till sina två stora rivaler Iñaki Gastón och Toni Rominger. Det blev för svårt att vinna tävlingen och Zülle fick i stället nöja sig med andraplatsen i tävlingen bakom landsmannen Toni Rominger.
I juni slutade Zülle på femte plats i Vuelta a Asturias och Bicicleta Vasca. Under Tour de France 1993 slutade han på andraplats på prologen men hade annars ingen bra tävling, utan slutade på 41:a plats. Sent under säsongen cyklade han in på en sjätteplats i Katalonien runt.
Under säsongen 1994 valde ONCE att pröva ett nytt upplägg för Zülle som innebar att schweizarens säsong skulle byggas runt Tour de France, men försöket gick inte som planerat. Zülle ansåg att vinsterna under vårsäsongen var viktiga för hans moral under resten av säsongen och utan dem blev säsongen mindre framgångsrik än säsongen 1993. I början av säsongen slutade han på åttonde plats i Volta a la Comunitat Valenciana. I mars under Paris–Nice var hans bästa placering en tredjeplats i tempoloppet uppför stigningen Col d'Èze. Han vann tempoloppet på Tour d'Aragon och började sedan förbereda sig inför Vuelta a España. Loppet började med en andraplats på prologen och han började kämpa för att komma upp på prispallen. Även spanjorerna Mikel Zarrabeitia och Pedro Delgado arbetade hårt för den bedriften. Zülles chans att vinna försvann på ett av tempoloppen när han blev tvungen att byta cykel fyra gånger. I stället för att kliva högst upp på prispallen slutade han på fjärdeplats bakom Toni Rominger, Zarrabeitia och Delgado. I juli började Tour de France bra med en fjärdeplats på prologen i Lille, men Zülle förlorade över nio minuter på Miguel Indurain på tempoloppet till Bergerac. Han slutade på åttonde plats i Tour de France, mer än 20 minuter bakom segraren Indurain. I september tog han sin andra seger för säsongen i prologen i Katalonien runt och tog sedan en andraplats under Vuelta a la Rioja.

#### På prispallen i Frankrike 1995
Säsongen 1995 startade med seger i Mallorca Challenge och Volta a la Comunitat Valenciana i februari. Under Paris–Nice kom han på tredjeplats i tempoloppet och slutade sedan även på tredjeplats i slutställningen. Hans stallkamrat Laurent Jalabert tog hem segern i Paris–Nice. Två veckor senare vann Zülle ett tempolopp på Katalanska veckan och tog andraplatsen i slutställningen, fyra sekunder bakom segraren Francesco Frattini. Zülle dominerade Baskien runt, där han vann både en linje- och en tempoetapp. Hans lagkamrat Laurent Jalabert slutade tvåa och hans landsman Toni Rominger blev trea. Zülle valde sedan att delta i Ardennerklassikerna, där han bland annat slutade på fjortonde plats under Liège-Bastogne-Liège. Som förberedelse inför Tour de France deltog Zülle i Grand Prix du Midi Libre i maj. Segern i tempoloppet under Bicicleta Vasca gjorde att han slutade på andraplats i tävlingen bakom Jevgenij Berzin. En vecka senare vann han prologen i Schweiz runt och visade sedan att han hade den ledande rollen i både tävlingen och i ONCE-stallet genom att vinna den sjätte etappen. Dagen därpå förlorade han sin ledning när Pavel Tonkov vann etapp 8. Zülle slutade till sist på andraplats i tävlingens slutställning bakom Tonkov.
Laurent Jalabert i ONCE-stallet vann Vuelta a España och slutade femma i Tour de France under säsongen 1995. I Tour de France var både Zülle och Jalabert lagkaptener för det spanska stallet. Zülle var snabbast av favoriterna då han vann den regniga prologen och ONCE-stallet cyklade sedan in på andraplats i lagtempoloppet. På etapp 8, ett tempolopp, slutade Zülle på tionde plats. Under etappen till La Plagne, etapp 9, valde han att gå solo med 70 kilometer kvar och han slutade cirka två minuter framför Indurain och fyra minuter framför de övriga cyklisterna. Zülle kom på andraplats i Tour de France 1995, fyra minuter och 35 sekunder bakom Miguel Indurain i sammandraget och över tre minuter framför Bjarne Riis som slutade på tredjeplats.
I september deltog Zülle i Vuelta a España och var favorit till segern. Han gjorde en bra start och slutade tvåa på prologen och trea på etapp 3. Men han förlorade sina chanser till seger på etapp 12 till Sierra Nevada där han slutade 18 minuter bakom segraren och kraschade innan mållinjen. Zülle funderade på att lämna loppet men valde att hjälpa Jalabert som bar den amarillofärgade ledartröjan. Zülle vann sedan etapp 16 under tävlingen framför Jalabert. Zülle fick nöja sig med en tjugonde plats i slutställningen, medan Jalabert vann.

#### Världsmästare och segrare i Vueltan 1996

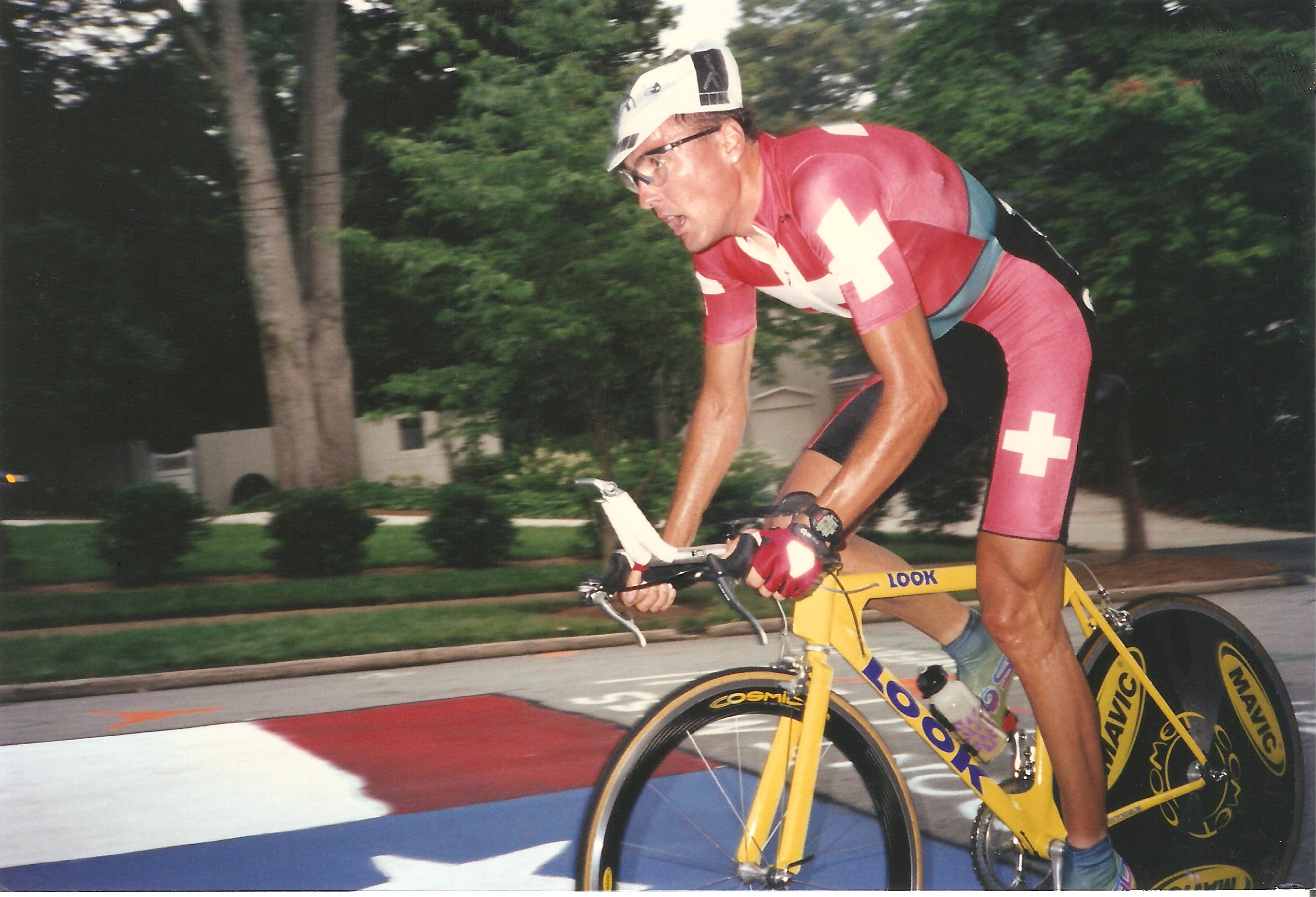
Alex Zülle under OS I Atlanta 1996.

Zülle vann den Katalanska veckan och två etapper under loppet 1996. Följande vecka vann han Trofeo Comunidad Foral de Navarra. I slutet av maj blev han tvåa på Bicicleta Vasca bakom Miguel Indurain. Under loppet vann Zülle tempoloppet på etapp 4b. I juni tog Zülle segern i Katalonien runt, där han också vann prologen och två etapper. Innan Tour de France 1996 startade hade hans lagkamrat Mariano Rojas avlidit efter en trafikolycka och begravningen hölls bara några dagar innan det franska etapploppet startade. Zülle vann tävlingens prolog och skapade därmed lite glädje i stallet. I och med segern fick han ta på sig den gula ledartröjan för andra gången under sin karriär. Han behöll tröjan i tre dagar innan Frédéric Moncassin tog över den. På etapp 7 vurpade Zülle två gånger och slutade på femtonde plats på etappen, mer än tre minuter bakom segraren Luc Leblanc. Oturen fortsatte sedan på etapp 17 till Pamplona där han slutade 33 minuter bakom etappsegraren Laurent Dufaux. När loppet gick i mål i Paris var Zülle nästan en timme bakom segraren Bjarne Riis och han slutade på 26:e plats i sammandraget.
En vecka efter Tour de France reste Zülle till de Olympiska sommarspelen i Atlanta, USA. På linjeloppet slutade han på 104:e plats, men det schweiziska laget tog ändå hem guldmedaljen när Pascal Richard cyklade in först över mållinjen. Zülle slutade sedan på sjunde plats i tempoloppet, två minuter och 28 sekunder bakom segraren Miguel Indurain.
I september deltog Zülle i sin femte raka Vuelta a España. Efter den första veckan som var reserverad för spurtarna blev det dags för Zülle. Han kom på andraplats i tempoloppet bakom landsmannen Toni Rominger, men fick ändå ta på sig den guldfärgade ledartröjan efter etappen. Ledningen behöll han sedan till slutet och han vann även etapp 15. Zülle vann därmed sin första Grand Tour framför sina landsmän Laurent Dufaux och Rominger. En månad senare avslutade han säsongen med att vinna världsmästerskapen i tempolopp på hemmaplan i Schweiz. 

#### En andra seger i Spanien runt 1997
1997 inledde Zülle säsongen med en tredjeplats i Trofeo Soller. Efter en femteplats i Vuelta a Murcia slutade schweizaren tvåa i Katalanska veckan. I början av april var Zülle favorit till segern i Baskien runt. Han slutade på tredjeplats på den fjärde etappen bakom Laurent Jalabert och Pascal Hervé. På etapp 5b, ett tempolopp, vann Zülle framför Marco Pantani och efter en bra vecka tog han hem segern i det baskiska etapploppet. Stallkamraten Jalabert slutade på andraplatsen. Zülle och Jalabert fortsatte säsongen i Ardennerklassikerna. Jalabert vann La Flèche Wallonne medan Zülle slutade trea i loppet. Fyra dagar senare, under Liège-Bastogne-Liège, valde Alex Zülle att öka farten vid La Redoute. Endast Michele Bartoli och Jalabert kunde följa efter och med en kilometer kvar attackerade Bartoli och hann vann loppet, 8 sekunder framför Jalabert. Zülle slutade på 41:a plats.
Zülle deltog i Critérium du Dauphiné libéré och slutade tvåa i prologen. På etapp 2 kraschade han men kom därifrån utan skador. Han lämnade loppet tre dagar senare.
Inför Schweiz runt 1997 hade Zülle stora planer, men efter en krasch bröt han nyckelbenet. Han genomgick operation på ett sjukhus i Spanien och det vara fara å färde att han inte skulle bli redo för Tour de France 1997. Han startade prologen i Tour de France med en femteplats, men efter att ha trillat av cykeln flera gånger under veckan blev han tvungen att lämna loppet eftersom ytterligare krascher skulle kunna skada läkningen av nyckelbensbrottet. Trots besvikelsen över att inte kunna fortsätta valde han att gå vidare och under hösten åkte han till Spanien runt för att försvara sin titel. Tillsammans med Jalabert, Laurent Dufaux och Fernando Escartín attackerade han under den sjätte etappen. Jalabert tog etappsegern och fick bära ledartröjan, medan Zülle slutade på fjärdeplats, 26 sekunder bakom Jalabert.. Nästa dag fick han ledarrollen i stallet efter att Jalabert förlorat mer än åtta minuter på etappen uppför Sierra Nevada. Zülle tog ledartröjan efter den nionde etappen, där han vann tempoloppet framför sin lagkamrat Melcior Mauri. På den tjugonde etappen, ett tempolopp, fick Zülle chansen att ta ytterligare tid på sina rivaler för att kunna vara säker på att han skulle ta hem slutsegern. Escartín och Dufaux förlorade båda över två minuter på etappen. Den sista etappen ändrade ingenting i totalställningen och det innebar att Zülle tog totalsegern för andra året i rad, fem minuter framför Fernando Escartín och sex minuter framför Laurent Dufaux.
I oktober lyckades Zülle inte försvara sin världsmästartitel i tempolopp på grund av två punkteringar. Några dagar senare slutade han tvåa i Milano-Turin och i Escalade de Montjuïc bakom Laurent Jalabert.
Zülle stannade med proffsstallet ONCE fram till och med slutet av 1997.

### Festina 1998
1998 anslöt sig Zülle till det franska proffsstallet Festina där storcyklister som Richard Virenque, Laurent Brochard, Marcel Wüst och Laurent Dufaux redan cyklade. På grund av Zülles tidigare resultat med två segrar i Vuelta a España blev han snabbt stallets cyklist för de stora etapploppen. Zülle tyckte om den mångkulturella atmosfären på Festina. I ONCE-stallet hade de flesta av hans kollegor varit spanjorer, men i Festina fanns det flera olika nationaliter.
I mars tog Zülle femteplatsen på Paris–Nice. Han vann en etapp och cyklade in på tredjeplatsen under Katalanska veckan. I april slutade han trea på Baskien runt. Som förberedelse inför Giro d'Italia deltog han i Romandiet runt. Han blev tvåa på prologen bakom sin stallkamrat Laurent Dufaux och vann etapp 4b. Zülle slutade tvåa under Romandiet runt bakom Dufaux. Under våren 1998 gjorde Zülle sin debut i Giro d'Italia. Han vann prologen, etapp 6 och 15 under loppet. På etapp 14 slutade han på tredjeplats. Zülle bar den rosa ledartröjan under flera etapper men på den sista bergsetappen tappade han ungefär en halvtimme till Marco Pantani, som skulle komma att vinna etapploppet. Zülle slutade på fjortonde plats i tävlingen, nästan 34 minuter bakom Pantani.
Sommaren med Festina-stallet blev skakig. Stallet förbjöds att tävla i Tour de France 1998 efter dopningsanklagelser. Stallets soigneur Willy Voet, blev stoppad med förbjudna produkter i sin bil. Fem cyklister från Festina-stallet, bland annat Zülle, erkände att de hade tagit EPO. Enligt Zülle hade han tagit EPO under fyra år för att tillfredsställa stallets sponsorer. Han hävdade också att han fråntagits sina glasögon under polisförhöret.. 
I september hade Zülle fortfarande inte fått någon avstängning eller annat straff och han kunde därför starta Vuelta a España tillsammans med bland annat Richard Virenque, Laurent Dufaux och Pascal Hervé. Den sjätte etappen var den första där favoriterna till slutställningen konkurrerade mot varandra. Zülle cyklade i mål i en tolvmannagrupp, 47 sekunder bakom spanjoren José María Jiménez. Strax innan vilodagen, på ett tempolopp, förlorade han två minuter 24 sekunder till etappsegraren Abraham Olano. Under de närmaste tio etapperna tog han några sekunder på Olano och låg på sjätte plats i sammandraget. På den tjugonde etappen tappade Zülle mer än fem minuter till etappsegraren Andrej Zintjenko och hamnade på åttonde plats i resultatlistan, sex minuter bakom den nya ledaren José María Jiménez. Dagen därpå tog Zülle etappsegern i tempoloppet. Trots segern avancerade han inte upp i resultatlistan utan fick nöja sig med en åttonde plats i slutställningen medan Abraham Olano tog sin enda Grand Tour-seger.
Den 1 oktober blev flera av Festina-åkarna avstängda, däribland Zülle, Dufaux och Armin Meier, under åtta månader. UCI reducerade sedan avstängningstiden till sju månader för cyklisterna som hade erkänt dopning.

### Banesto 1999–2000
Under sin dopningsavstängning fick Zülle ett kontraktserbjudande av Banesto-stallet som han tackade ja till. Zülle kunde först börja tävla i maj 1999 på grund av avstängningen. På grund av det var han tvungen att tävla mycket under veckorna innan juli. Han deltog i Giro d'Italia men på slutet av den femtonde etappen valde han att kliva av loppet. Zülle slutade på tredjeplats på etapp 8 bakom Marco Pantani och José María Jímenez.
Zülle anlände till Tour de France 1999 som en av favoriterna. Han slutade på andraplatsen i prologen, sju sekunder bakom amerikanen Lance Armstrong. Zülle förlorade runt 6 minuter till Armstrong redan på den andra etappen mellan Challans och St. Nazaire i Vendée i nordvästra Frankrike då han var inblandad i en masskrasch vid Passage du Gois, en fyra kilometer lång smal och bedrägligt hal vägremsa vid Atlantkusten som endast går att cykla på under lågvatten. Efter kraschen visste Zülle att han inte längre hade några stora chanser att vinna tävlingen, men valde att ändå inte ge upp. Han slutade på andraplats i de två tempoloppen och de två linjeloppsetapperna. Zülle slutade till sist på andraplats i tävlingen, sju minuter och 37 sekunder bakom totalsegraren Lance Armstrong.
Två dagar efter Tour de France vann han À travers Lausanne. I slutet av säsongen deltog han i sin tredje Grand Tour den säsongen när han startade Vuelta a España. Han slutade över en och en halv timme bakom tysken Jan Ullrich i sammandraget, men vann etapp 13. En månad senare, efter en bra start på tävlingen, slutade han på tionde plats på världsmästerskapens tempolopp, en minut och 45 sekunder bakom Ullrich.

#### 2000
Zülle tog sin första seger under säsongen 2000 på Volta ao Algarve när han vann ett tempolopp med en sekund framför tysken Michael Rich. En tredjeplats på den sista etappen ledde Zülle till segern i den portugisiska tävlingen framför José Azevedo. På det franska etapploppet Dauphine Libere 2000 lämnade han Lance Armstrong bakom sig uppför Mont Ventoux och slutade tvåa bakom Tyler Hamilton. Han slutade på fjärdeplats i tävlingens sammandrag bakom Hamilton, Haimar Zubeldia och Lance Armstrong.
Zülle var ledare för Banesto-stallet under Tour de France 2000 men loppet gick inte lika bra som stallet hade hoppats på. Under säsongen hade Zülle fått chansen att satsa på etapploppet. Zülles tävling började med en sjätte plats på den första etappen. För första gången sedan 1995 innehöll etapploppet ett lagtempolopp där Banesto förlorade mycket tid till segrande ONCE-stallet. På den första bergsetappen slutade Zülle på tionde plats, nära fyra minuter bakom etappsegraren Javier Otxoa, medan Lance Armstrong tog över den gula ledartröjan efter etappen. Han lyckades inte förbättra sin prestation från Mont Ventoux-etappen på Dauphine Libere när Tour de France skulle bestiga samma stigning. Zülle slutade mer än tre minuter bakom Marco Pantani och Lance Armstrong. Efter att dragit på sig en inflammation i tandköttet och i bihålorna förlorade han mycket tid i bergen. Under loppet tyckte inte Zülle att han fick tillräckligt med hjälp av sina stallkamrater och några dagar innan loppet slutade valde han att lämna tävlingen och ta ledigt ett tag.
Zülle kom tillbaka redo för Vuelta a España och tog den guldfärgade ledartröjan redan på prologen. Han behöll ledningen under åtta dagar men var tvungen att ge ifrån sig sin ledning efter den första tempoetappen. Varken Zülle eller hans lag spelade någon betydande roll under resten av loppet, men Zülle fick inte lämna det eftersom han skulle förbereda sig inför de Olympiska sommarspelen i Sydney. På etapp 10 över Supermolina tappade han över 16 minuter till etappvinnaren Santos González och förlorade alla sina chanser till att vinna Vuelta a Espana det året. Han slutade loppet på 49:e plats, ungefär en och en halv timme bakom segraren Roberto Heras.
Inför de Olympiska sommarspelen i Sydney var Zülle osäker på om han skulle delta, på grund av att han kände sig trött och sliten. Zülle startade dock och slutade på 68:e plats i linjeloppet. Tre dagar senare slutade han på 33:e plats i tempoloppet, fem minuter efter ryske guldmedaljören Vjatjeslav Jekimov.

### Team Coast
Efter en relativt misslyckad säsong under år 2000 lämnade Zülle Banesto-stallet. Han valde att i stället gå vidare till det tyska stallet Team Coast, vilket annonserades ut under 2000 års Vuelta a España. Schweizarens nya stall hade tidigare varit ett division 2-lag men i september 2000 började stallet att anställa nya cyklister och laget förändrades mycket. Inför det nya året fick Team Coast status som ett division 1-stall.
Säsongen 2001 började bra för Zülle genom en seger på den fjärde etappen under Paris–Nice framför José Azevedo. Han följde upp segern med en fjärdeplats under Katalanska veckan och sedan även en nionde plats under Baskien runt. I maj slutade han trea i Vuelta Ciclista Asturias, men i slutet av maj, på Tyskland runt, började problemen för schweizaren. Zülle kraschade, drabbades av en bäckenskada men fick inte rätt diagnos och han kunde därför inte tävla. Skadan behandlades när han kom tillbaka till Schweiz, men läkte inte väl.
Team Coast blev inte inbjudna till Tour de France 2001 men Zülle startade Vuelta a España, med Fernando Escartín som stallkapten. Zülle hade ingen bra tävling och slutade på 109:e plats.. På grund av dåliga resultat och kritik från massmedia blev han nedstämd och funderade på att avsluta sin karriär. Med hjälp av Raphael Schweda återvände han dock till cykelklungan.
Efter två år utan stora resultat började det att ryktas om att Zülles karriär var nära slutet, men i början av säsongen 2002 berättade Zülle att han hade planer på att prestera bättre igen. Han deltog inte i någon Grand Tour under året, men cyklade flera kortare etapplopp och var framgångsrik under vårsäsongen. I februari vann han en etapp på Volta ao Algarve, och slutade på andraplatsen i slutställningen. I början av mars vann han en etapp och totalsegern på Volta a la Comunitat Valenciana. Under Romandiet runt tog han två etappsegrar och slutade tvåa i loppets slutställning. Zülle tog sin karriärs sista seger 2002 när han vann Schweiz runt.
Zülle lämnade Team Coast i slutet av mars 2003 när stallet drabbades av ekonomiska problem som fördröjde utbetalningarna av de utländska cyklisternas löner, inkluderat Zülles.

### Phonak Hearing Systems
Zülle blev kontrakterad av det schweiziska stallet Phonak Hearing Systems 2003. Under sin karriär hade han tagit 66 professionella segrar, 40 av dem på tempolopp. Zülle misslyckades dock med att ta en seger under året. Hans bästa resultat på ett etapplopp var en tredjeplats på Vuelta a Castilla y León. Han slutade tvåa på tempoloppet i Volta a la Comunitat Valenciana och tvåa på etapp 5 av Romandiet runt. I september lämnade han Vuelta a España på den nionde etappen och meddelade samtidigt att det var hans sista Grand Tour.
Zülle började säsongen 2004 med syftet att uppnå resultat i Romandiet runt och Schweiz runt samt att hjälpa amerikanen Tyler Hamilton att vinna Tour de France. Men han lyckades inte uppnå något av dessa mål. Han var tvungen att avbryta Romandiet runt, slutade Schweiz runt på 54:e plats och blev inte utvald till att delta i Tour de France. Hans bästa resultat under säsongen blev en femteplats i Volta a la Comunitat Valenciana.. Han annonserade att han tänkte avsluta sin karriär i slutet av året. Hans sista lopp blev Lombardiet runt, ett lopp som han avbröt.

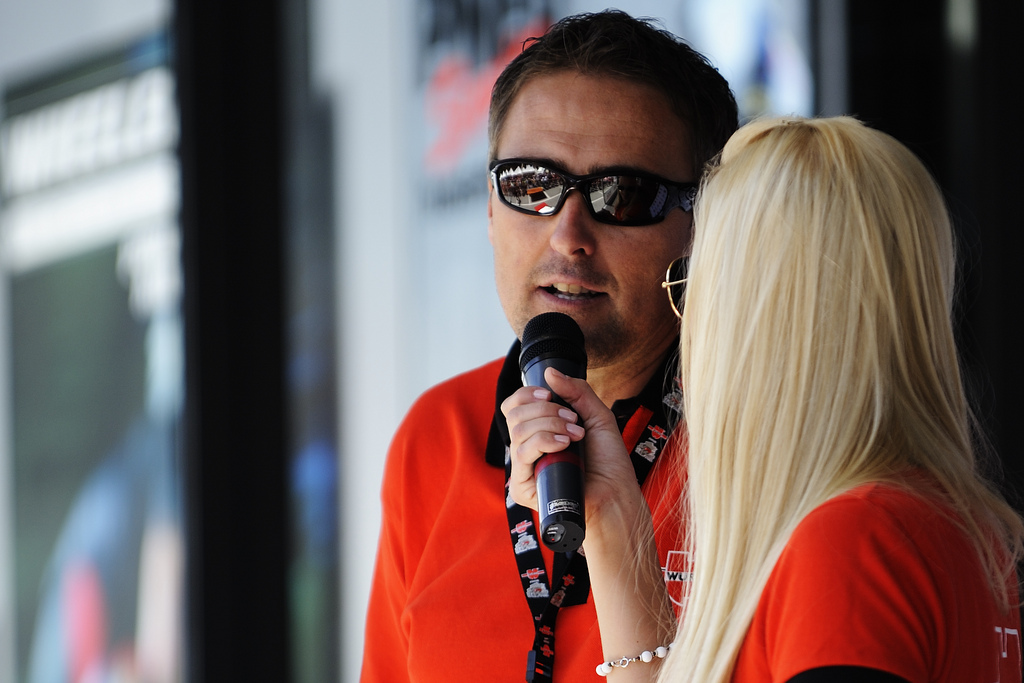
Alex Zülle blir intervjuad under Schweiz runt 2009.

## Resultat iGrand Tours
|                   | 1992           | 1993           | 1994           | 1995           | 1996 | 1997 | 1998 | 1999 | 2000 | 2001  | 2002 | 2003 |
| Tour de France    | Tour de France | Tour de France | Tour de France | Tour de France |      |      |      |      |      |       |      |      |
| ----------------- | -------------- | -------------- | -------------- | -------------- | ---- | ---- | ---- | ---- | ---- | ----- | ---- | ---- |
| Totalsammandraget | X              | 41:a           | 8:a            | 2:a            | 26:a | X    | X    | 2:a  | X    | –     | –    | –    |
| Bergstävlingen    | –              | –              | –              | 3:a            | –    | –    | –    | –    | –    | –     | –    | –    |
| Poängtävlingen    | –              | –              | –              | –              | –    | –    | –    | –    | –    | –     | –    | –    |
| Vunna etapper     | –              | –              | –              | 1              | 1    | –    | –    | –    | –    | –     | –    | –    |
| Giro d'Italia     |                |                |                |                |      |      |      |      |      |       |      |      |
| Totalsammandraget | –              | –              | –              | –              | –    | –    | 14:e | X    | –    | –     | –    | –    |
| Bergstävlingen    | –              | –              | –              | –              | –    | –    | –    | –    | –    | –     | –    | –    |
| Poängtävlingen    | –              | –              | –              | –              | –    | –    | –    | –    | –    | –     | –    | –    |
| Vunna etapper     | –              | –              | –              | –              | –    | –    | 3    | –    | –    | –     | –    | –    |
| Vuelta a España   |                |                |                |                |      |      |      |      |      |       |      |      |
| Totalsammandraget | X              | 2:a            | 4:a            | 20:e           | 1:a  | 1:a  | 8:a  | 37:a | 49:a | 109:a | –    | X    |
| Bergstävlingen    | –              | 2:a            | –              | 3:a            | –    | 2:a  | –    | –    | –    | –     | –    | –    |
| Poängtävlingen    | –              | 2:a            | 3:a            | –              | –    | –    | –    | –    | –    | –     | –    | –    |
| Vunna etapper     | –              | 3              | –              | 1              | 1    | 1    | 1    | 1    | 1    | –     | –    | –    |

X = Bröt tävlingen

## Stall
- ONCE 1991–1997
- Festina-Lotus 1998
- Banesto 1999–2000
- Team Coast 2001–2003
- Phonak Hearing Systems 2003–2004